# Amaculí
Amaculí är en ort i Mexiko.   Den ligger i kommunen Tamazula och delstaten Durango, i den centrala delen av landet, 900 km nordväst om huvudstaden Mexico City. Amaculí ligger 500 meter över havet och antalet invånare är 236.
Terrängen runt Amaculí är kuperad åt sydväst, men åt nordost är den bergig. Runt Amaculí är det mycket glesbefolkat, med 6 invånare per kvadratkilometer. Närmaste större samhälle är Los Remedios, 19,7 km öster om Amaculí. I omgivningarna runt Amaculí växer i huvudsak lövfällande lövskog.